# Eupithecia keredjana
Eupitecia keredjana es una especie de polilla de la familia Geometridae. La especie fue descrita por primera vez por Wilhelm Brandt en 1938 con distribución en Irán. El sintipo de la especie fue descrita en el sector Sardze del condado de Larestan, a aproximadamente 3000 metros (9842,5 pies) de altitud.: 331 